# HLB 15
Die Tenderlokomotive HLB 15 wurde von der Maschinenfabrik Esslingen (ME) als Universallokomotive für die Hohenzollerischen Landesbahn-Aktiengesellschaft (HLB).
Sie wurde bis 1964 eingesetzt und dann ausgemustert sowie verschrottet.

## Geschichte und Einsatz
Ende der 1930er Jahre gab es bei der Hohenzollerischen Landesbahn-Aktiengesellschaft einen großen Verkehrsaufschwung, der von den vorhandenen zwei- und vierachsigen Lokomotiven der Lokomotivfabrik Hohenzollern bzw. Maschinenfabrik Esslingen nicht mehr bewältigt werden konnte. So stellte letztere im Jahr 1940 eine Lokomotive her, die als besonders leistungsfähig und anpassungsfähig galt. Die Lokomotive blieb ein Einzelgänger.
Für die steigungs- und kurvenreichen Strecken zeigte die Lokomotive gute Ergebnisse. So zog sie auf einer Steigung von 26 ‰ einen Zug mit einer Masse von 350 t Gewicht mit einer Geschwindigkeit von 45 km/h. Außerdem war sie gut für die bogenreichen Streckenabschnitte der Privatbahn verwendbar.
Die Lokomotive überstand den Zweiten Weltkrieg unbeschadet. In den 1950er Jahren wurde sie besonders im Güterverkehr verwendet. Erst in den 1960er Jahren wurde sie durch Verkehrsrückgang im Güterverkehr und Fahrzeugen mit neuen Antriebssystemen im Personenverkehr überflüssig. 1964 wurde sie ausgemustert und danach verschrottet.

## Technik
Die trotz ihrer Größe relativ leichte Lokomotive erhielt bei der Lokomotivfabrik Esslingen einen Blech- bzw. Plattenrahmen. Als Wasserbehälter dienten mit Abstand zum Führerhaus angeordnete Behälter sowie ein hinter dem Führerhaus unter dem Kohlebehälter vorhandener Tank. Durch diese Anordnung war der Stehkessel bei Wartungsarbeiten gut zugänglich. Gespeist wurde der Kessel durch eine nichtsaugende Strahlpumpe.
Die gute Kurvengängigkeit der Lok wurde durch ein vorderes und hinteres Krauss-Helmholtz-Lenkgestell erreicht. Die beiden mittleren Achsen ergaben den festen Achsstand von 2.000 mm. Die geringen Treibraddurchmesser von 1100 mm erwirkten eine hohe Drehzahl der Maschine. Die Steuerung wurde als Ventilsteuerung ausgeführt.
Die beiden mittleren Kuppelachsen wurden beidseitig gesandet.